# 八田達夫
八田 達夫（はった たつお、1943年3月23日 - ）は、日本の経済学者。専門は、応用ミクロ経済学・公共経済学・都市経済学・法と経済学など。アジア成長研究所理事長。大阪大学名誉教授、政策研究大学院大学名誉教授、東京財団政策研究所名誉研究員。
大阪大学社会経済研究所所長、アジア成長研究所所長・経済同友会政策分析センター所長・政策研究大学院大学学長・経済産業研究所ファカルティフェロー・電力・ガス取引監視等委員会委員長を歴任。Ph.D.（ジョンズ・ホプキンス大学、1973年）。北九州市小倉北区出身。

## 略歴
- 1961年 - 福岡県立小倉高等学校卒業
- 1966年 - 国際基督教大学教養学部社会科学科卒業
- 1971年 - ジョンズ・ホプキンス大学大学院経済学研究科経済学専攻博士課程修了
- 1972年 - オハイオ州立大学経済学部助教授
- 1973年 - 埼玉大学教養学部講師
- 1975年 - 埼玉大学教養学部助教授
- 1978年 - ジョンズ・ホプキンス大学経済学部助教授
- 1980年 - ジョンズ・ホプキンス大学経済学部准教授（1981年、コロンビア大学経済学部客員准教授）
- 1985年 - ジョンズ・ホプキンズ大学経済学部教授
- 1986年 - 大阪大学社会経済研究所教授（1990年、ハーバード大学経済学部客員研究員、1991年、コロンビア大学経済学部客員教授）
- 1997年 - 大阪大学社会経済研究所所長（1999年3月まで）
- 1999年 - 東京大学空間情報科学研究センター教授
- 2004年 - 国際基督教大学教養学部国際関係学科教授
- 2007年 - 政策研究大学院大学学長、国際基督教大学教養学部客員教授
- 2011年 - 大阪大学招聘教授、学習院大学客員研究員・特別客員教授
- 2013年 - 経済同友会政策分析センター所長、アジア成長研究所所長
- 2015年 - 電力取引監視等委員会委員長（2016年、電力・ガス取引監視等委員会に改組）(2021年まで)
- 2018年 - アジア成長研究所理事長
- 2023年 - 日本学士院会員[2]

### 学外における役職
- 日本経済学会会長（2004.04 - 2005.03）
- 法と経済学会会長（2005.04 - 2006.03）
- International Institute of Public Finance, Board member (1997 - 2002)
- 日本不動産学会理事（2008.05 - 2016.04）
- 日本財政学会理事（1996.04 - 2005.08）
- 都市住宅学会理事（1993.03 - 2001.03）

### 政府関係委員等[3]
- 政府税制調査会専門委員
- 建設省住宅宅地審議会専門委員・委員
- 通商産業省電気事業審議会専門委員
- 建設省建築審議会委員
- 日本銀行金融研究所顧問
- 文部科学省原子力委員会専門委員
- 国土交通省社会資本審議会住宅宅地分科会会長
- 原子力委員会長期計画策定委員会第二分科会構成員
- 厚生労働省社会保障審議会福祉部会専門委員
- 経済産業省総合資源エネルギー調査会臨時委員
- 独立行政法人経済産業研究所（RIETI）研究主幹
- 内閣府年金業務・組織再生会議委員
- 内閣府総合規制改革会議委員
- 内閣府規制改革会議議長代理
- 経済産業省電力システム改革専門委員会委員
- 経済産業省電気料金審査専門委員会委員
- 経済産業省天然ガスシフト基盤整備専門委員
- 内閣府国家戦略特別区域諮問会議有識者議員
- 内閣府国家戦略特別区域ワーキンググループ座長
- 経済産業省電力・ガス取引監視等委員会委員長
- 内閣府再生可能エネルギー等に関する規制等の総点検タスクフォース構成員

## 受賞歴
- 日本不動産学会著作賞（1995年度）[4]
- 日経・経済図書文化賞（第42回、1999年）[5]

## 主張
- 日本の電力自由化議論を先導し、発送電分離と電力リアルタイム市場創設の必要性を主張している[6]。
- 規制緩和について「日本経済の問題は権益集団がいたるところに存在し、さまざま産業に参入障壁を設けていることである」と述べている[7]。
- 原子力発電所政策について「原発はそれ自体、使用済み燃料処分の社会的コストや事故発生の危険性など大きな外部不経済を発生させる。それら全ての外部不経済が発生させる費用に課税（原発公害に対するピグー税[8]）し、電源の利用者にその外部費用を負担させた上で、発電事業者に電源の一つとして原子力を選択するか否か決めさせればよい。原発を稼働させるには、フィルタードベントの欠如等の明らかな欠陥を全てなくすことは大前提である[9]」「事業者が原発事業の採否に関する判断を、政府による救済補助への期待無しに出来るように、政府は使用済み核燃料の処分費用と具体的処分プロセスの提示をすべきである[10]」と述べている。

## 著書

### 単著
- 『直接税改革--間接税導入は本当に必要か』（日本経済新聞社、1988年）
- 『消費税はやはりいらない』（東洋経済新報社、1994年）
- 『日本の構造改革と東京、大阪の再生』（関西経済研究センター、2001年）
- 『ミクロ経済学Ⅰ 市場の失敗と政府の失敗への対策』（東洋経済新報社、2008年）
- 『ミクロ経済学Ⅱ 効率化と格差是正』（東洋経済新報社、2009年）
- 『電力システム改革をどう進めるか』（日本経済新聞社、2012年）
- 『ミクロ経済学 Expressway』（東洋経済新報社, 2013年）

### 共著
- （中谷巌・本間正明）『税制改革で変わる日本経済』（東洋経済新報社、1988年）
- （岡本祐三・一円光弥・木村陽子）『福祉は投資である』（日本評論社、1996年）
- （小口登良）『年金改革論--積立方式へ移行せよ』（日本経済新聞社、1999年）
- （岩田規久男）『日本再生に「痛み」はいらない』（東洋経済新報社、2003年）
- (高田眞)『日本の農林水産業』（日本経済新聞社、2010年）

### 編著
- 『東京一極集中の経済分析』<シリーズ・現代経済研究（7）>（日本経済新聞社、1994年）
- 『都心回帰の経済学--集積の利益の実証分析』<シリーズ・現代経済研究（24）>（日本経済新聞社、2006年）
- 『地方創生のための構造改革』編著（時事通信出版局、2018）
- 『待機児童対策』編著（日本評論社、2019年）
- Economic Challenges Facing Japan's Regional Areas. (Palgrave Pivot, 2018)

### 共編著
- （八代尚宏）『「弱者」保護政策の経済分析』<シリーズ・現代経済研究（10）>（日本経済新聞社、1995年）
- （八代尚宏）『東京問題の経済学』（東京大学出版会、1995年）
- （岩田規久男）『住宅の経済学』<シリーズ・現代経済研究（14）>（日本経済新聞社、1997年）
- （八代尚宏）『社会保険改革--年金・介護・医療・雇用保険の再設計』<シリーズ・現代経済研究（16）>（日本経済新聞社、1998年）
- （田中誠）『電力自由化の経済学』<RIETI経済政策分析シリーズ（8）>（東洋経済新報社、2004年）
- （田中誠）『規制改革の経済分析―電力自由化のケース・スタディ』（日本経済新聞社、2007年）
- （吉川洋）『「エイジノミクス」で日本は蘇る』共著（NHK出版、2017）
- （大内伸哉）Severance Payment and Labor Mobility. (Springer, 2018)

### 分担執筆
- 大阪大学教授グループ『日本経済のこれから』（有斐閣、1997年）

### 主要な論文
- Hatta, T. 1975. "Radial Change in Distortion and Choice of Numeraire." Econometrica, 43, no. 3: 519–520.
- Hatta, T. 1976. “The Paradox in Capital Theory and Complementarity of Inputs.” The Review of Economic Studies 43, no. 1: 127–42.
- Hatta, T., 1977., "A Recommendation for a Better Tariff Structure." Econometrica, 45, 1859-70.
- Hatta, T., 1977. "A Theory of Piecemeal Policy Recommendations." Review of Economic Studies, 136, 1-21.
- Hatta, T. and T. Fukushima., 1979. "The Welfare Effect of Tariff Rate Reductions in the Multi-National World." Journal of International Economics, 9, 503-511.
- Hatta, T. 1980. “Structure of the Correspondence Principle at an Extremum Point.” The Review of Economic Studies 47, no. 5: 987–97.
- Hatta, T and J. Haltiwanger. 1982. "A Decomposition of the Harberger Expression for Tax Incidence." Journal of Public Economics 19, Issue 3: 353–366.
- Bhagwati, J. N., R. A. Brecher, and T. Hatta. 1983. “The Generalized Theory of Transfers and Welfare: Bilateral Transfers in a Multilateral World.” The American Economic Review 73, no. 4: 606–18.
- Hatta, T. 1983. “Competition and nationally optimum resource allocation under the presence of urban traffic congestion.” Journal of Urban Economics 14, 145–167.
- Hatta, T., J. N. Bhagwati., Richard A. Brecher., 1985. "The Generalized Theory of Transfers and Welfare: Exogenous (Policy-Imposed) and Endogenous (Transfer-Induced) Distortions." Quarterly Journal of Economics, 697-714.
- Bhagwati, J. N., R. A. Brecher, and T. Hatta. 1985. “The Generalized Theory of Transfers and Welfare: Exogenous (Policy-Imposed) and Endogenous (Transfer-Induced) Distortions.” The Quarterly Journal of Economics 100, no. 3: 697–714.
- Hatta, T, and J. Haltiwanger., 1986. "Tax Reform and Strong Substitutes." International Economic Review 27, no. 2: 303–15.
- Hatta, T., 1986., "Welfare effects of changing commodity tax rates toward uniformity." Journal of Public Economics 29, Issue 1: 99–112.
- Hatta, T., J. N. Bhagwati., R. A. Brecher., 1987. "The Global Correspondence Principle: A Generalization." American Economic Review, 77 , 124-132.
- Hatta, T. and T. Ohkawara. 1993. “Population, employment, and land price distributions in the Tokyo metropolitan area.” The Journal of Real Estate Finance and Economics 6, 103–128.
- Akai, N., T. Fukushima, and T. Hatta. 1998. “Optimality of a Competitive Equilibrium in a Small Open City with Congestion.” Journal of Urban Economics 43, 181–198.
- Hatta, T. and Y. Ogawa. 2007. “Optimal Tariffs Under a Revenue Constraint.” Review of International Economics 15, No. 3: 560–573.
- Hatta, T. 2017. “Competition policy vs. industrial policy as a growth strategy.” China Economic Journal 10(2): 162–174.
- Hatta, T. 2018. “Revenue-Constrained Combination of an Optimal Tariff and Duty Drawback.” Frontiers of Economics in China 13(1): 52‒67.

### 書評
- 日本の農林水産業 成長産業への戦略ビジョン 八田達夫、高田眞著 〜政策の誤りによる農林水産業の衰退 - 東洋経済オンライン 2011年2月7日